# Cockrell Hill, Texas
Cockrell Hill là một thành phố thuộc quận Dallas, tiểu bang Texas, Hoa Kỳ. Năm 2010, dân số của xã này là 4193 người.

## Dân số
- Dân số năm 2000: 4443 người.
- Dân số năm 2010: 4193 người.